# Карел Пешек
Карел Пешек (чеськ. Karel Pešek, нар. 20 вересня 1895, Оломоуць — пом. 30 вересня 1970, Прага) — чехословацький футболіст, що грав на позиції півзахисника. За версією Міжнародної федерації історії і статистика футболу (IFFHS) посідає 81-е місце серед найкращих футболістів Європи 20-го століття.

## Клубна футбольна кар'єра

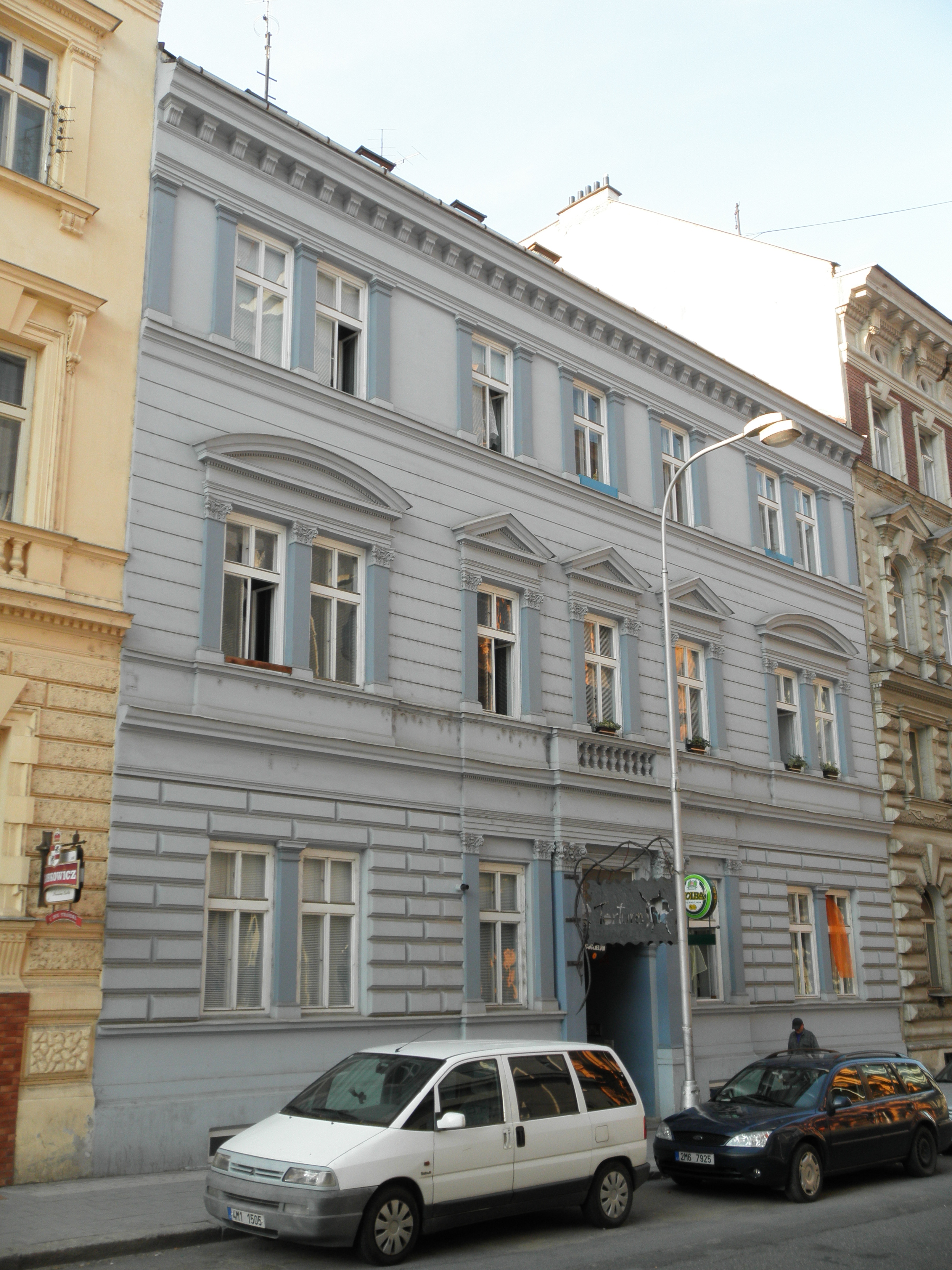
Дім, в якому народився Карел Пешек, на вулиці Коменскего в Оломуці

Розпочав свою кар'єру в 13-річному віці в клубі «Метеор» (Виногради). Два роки по тому перейшов до складу більш іменитого клубу ЧАФК (Виногради), в складі якого виступав, щоб мати можливість отримати безкоштовний обід. Варто відзначити, що в той час студентам дуже важко було займатися футболом, оскільки освітня система ставилася негативно до таких занять. В той час було звичним явищем, щоб гравці наклеювали бороду та виступали під псевдонімами або прізвиськами. Тому Карел вирішив взяти прізвисько Кадя, на честь раніше відомого гравця, під яким й виступав надалі, аж до завершення кар'єри.
Влітку 1913 року празький клуб «Дойче Шпортбюднер» організував турнір, в якому брали участь провідні команди Праги. Серед учасників змагань був і ЧАФК. Молодий Кадя вразив футбольну спільноту і став головним відкриттям турніру. На футболіста почали полювати троє лідерів чеського футболу — «Славія», «Спарта» і «Вікторія». Молодий талант приєднався до «Спарти», за порадою брата-футболіста, який товаришував з тодішнім секретарем клубу Фердинандом Шейностом (разом грали в шаховому кафе). В новому клубі Карел розпочав виступи на позиції вінгера. Згодом став капітаном команди. Мати Каді відвідувала місцевий ресторан, в якому безкоштовно виступали молоді коміки, серед яких був і Власта Бурян. Проте незабаром розпочалася війна й багато молодих гравців були мобілізовані до армії, в тому числі й гравці «Спарти».
Після завершення війни в 1919 році «Спарта» почала набирати новий склад, цього ж року вона стала першим переможцем неофіційного чемпіонату Чехословаччини. Кадя почав виступати на позиції центрального півзахисника як у «Спарті», так і в національній збірній. Саме в цей час з'явився термін «Залізна Спарта». В 1920—1923 роках зіграв 50 матчів у чемпіонаті, в жодному з яких «Спарта» не програла, відзначилася 230-ма голами, а пропустила лише 40. Кадя був справжньою зіркою в команді, його грою захоплювалися по всій Європі. Саме він вперше придумав підключення гравця оборони, завдяки чому «Спарта» дуже часто здобувала перемогу. В Відні свої голом він допоміг перемогти «Спарті» на очах у 50-ти тисяч вболівальників. У Празі відзначився в воротах клубів «Насьйональ» (Монтевідео) та «Болтон Вондерерз». В європейському турне «Спарта» перемагала клуби з Франції, Португалії та Іспанії. У 1926 році успішно провів турне по США, а потім разом з командою здобув Кубка Мітропи, на той час найпрестижніший клубний футбольний турнір, який можна порівняти з теперішньою Лігою чемпіонів.
У 1933 року, в свої 38 років, вже не міг так яскраво виступати, як раніше йому це вдавалося, тому вирішив перейти до складу новачка Ліги Брно СК «Жиденице», в складі якого виступав до 1934 року. У складі «Спарти» тричі ставав переможцем національного чемпіонату. Загалом у складі клубу зіграв 727 матчів, які тривалий час були клубним рекордом, допоки його не побив Йозеф Хованець. Коли Карел одягнув футболку «Спарти» востаннє, футбольні вболівальники були в сльозах, а керівництво клубу розпочало проти нього судовий процес.

## Виступи за збірну
1920 року дебютував в офіційних матчах у складі національної збірної Чехословаччини. Протягом кар'єри у національній команді, яка тривала 12 років, провів у формі головної команди країни 44 матчі, забивши 1 гол.
Окрім футболу, займався також і хокеєм на льоду, разом зі збірною Чехословаччини тричі завойовував золоті медалі на чемпіонатах Європи. На літніх Олімпійських іграх в Антверпені в 1920 році він виграв бронзову медаль в складі хокейної збірної і може став першим чехом, який би виграв медаль на Олімпійських іграх у двох командних видах спорту. У фінальному матчі футбольного турніру чехословацька збірна протистояла господарям, бельгійцям, Карел провів хорошу гру, але бельгійці здобули перемогу з рахунком 2:0. Кадя постійно скаржився на рішення судді, але на 36-й хвилині збірна Чехословаччини вирішила більше не виступати й залишила поле.
Як футболіст виступав лише на ЛОГ 1924 року.
У складі збірної був учасником футбольного турніру на Олімпійських іграх 1920 року в Антверпені, футбольного турніру на Олімпійських іграх 1924 року у Парижі.
Також грав у складі збірної Праги. Одним з найвідоміших його матчів за збірну міста був поєдинок проти збірної Парижа в 1922 році. Празька команда, за яку виступали 8 гравців «Спарти» і 3 представники «Уніона», здобула перемогу в столиці Франції з рахунком 2:0.

## Футбольні досягнення
Кубок Мітропи («Спарта»)
- Володар (1): 1927

 Чемпіонат Чехословаччини («Спарта»)
- Чемпіон (3): 1925—1926, 1926—1927, 1931—1932

 Першість Чехословацького футбольного союзу («Спарта»)
- Чемпіон (2): 1919, 1922

 Першість Середньочеської ліги («Спарта»)
- Чемпіон (5): 1919, 1920, 1921, 1922, 1923

## Хокейні досягнення
Скорочення: І = Ігри, Г = Голи, П = Паси, О = Набрані очки.
| Рік    | Команда        | Турнір | Місце  | І  | Г  | П | О  |
| ------ | -------------- | ------ | ------ | -- | -- | - | -- |
| 1914   | Богемія        | ЧЄ     |        | 2  | 3  | 0 | 3  |
| 1920   | Чехословаччина | ОІ     |        | 3  | 0  | 0 | 0  |
| 1921   | Чехословаччина | ЧЄ     |        | 1  | 1  | 0 | 1  |
| 1922   | Чехословаччина | ЧЄ     |        | 2  | 3  | 0 | 3  |
| 1923   | Чехословаччина | ЧЄ     |        | 3  | 3  | 0 | 3  |
| 1925   | Чехословаччина | ЧЄ     |        | 3  | 0  | 0 | 0  |
| Всього | Всього         | Всього | Всього | 14 | 10 | 0 | 10 |

Хокейний турнір на Олімпійських іграх проходив навесні, раніше за змагання з інших видів спорту, і відбувався за оригінальною схемою. Участь брали шість команд. Спочатку був проведений турнір за «золото», в якому Чехословаччина в чвертьфіналі програла Канаді з рахунком 0:15. Канада стала переможцем, тому до турніру за «срібло» були допущені три суперники, що програли чемпіону. Чехословаччина в срібному фіналі поступилась США 0:16. Американці здобули срібні медалі, тому за «бронзу» змагались команди, які їм поступились раніше — Швеція, Швейцарія і Чехословаччина. В «бронзовому» матчі Чехословаччина перемогла Швецією з рахунком 1:0. Основну трійку нападників збірної складали «хокеїсти-футболісти» Валентин Лоос — Йозеф Шроубек — Карел Пешек, а єдину переможну шайбу закинув Шроубек. Таким чином збірна Чехословаччини стала бронзовим призером Олімпіади, закинувши лише одну шайбу і пропустивши 31.

## Після завершення спортивної кар'єри
Кадя добре розумів, що не зможе займатися спортом до кінця свого життя, тому закінчив природничий факультет Карлового університету, здобув звання RND й по завершенні спортивної кар'єри працював у Департаменті охорони здоров'я. Також у вільний від роботи час здобув ступінь Магістра фармакології. У міністерстві працював до 1951 року, допоки комуністична партія не влаштувала чистку в державному апараті, внаслідок якої Карел та інші службовці, які не були членами компартії, були відправлені на різноманітні заводи. До свого виходу на пенсію Кадя двічі працював лікарем, потім чорноробом та першим помічником.
Помер 30 вересня 1970 року на 76-му році життя у місті Прага від зупинки серця, незадовго до смерті переніс серцевий напад. Вшанувати його труну, яка була вкрита державним та клубним («Спарти») прапором, прийшли тисячі людей.